# Almudévar
Almudévar è un comune spagnolo di 2 280 abitanti situato nella comunità autonoma dell'Aragona.

Fa parte della comarca della Hoya de Huesca.